# Pseudosermyle
Pseudosermyle is een geslacht van Phasmatodea uit de familie Diapheromeridae. De wetenschappelijke naam van dit geslacht is voor het eerst geldig gepubliceerd in 1903 door Caudell.

## Soorten
Het geslacht Pseudosermyle omvat de volgende soorten:
- Pseudosermyle arbuscula (Rehn, 1902)
- Pseudosermyle carinulata (Brunner von Wattenwyl, 1907)
- Pseudosermyle catalinae Rentz & Weissman, 1981
- Pseudosermyle chorreadero Conle, Hennemann & Fontana, 2007
- Pseudosermyle claviger Conle, Hennemann & Fontana, 2007
- Pseudosermyle elongata (Brunner von Wattenwyl, 1907)
- Pseudosermyle godmani (Brunner von Wattenwyl, 1907)
- Pseudosermyle guatemalae (Rehn, 1903)
- Pseudosermyle ignota (Brunner von Wattenwyl, 1907)
- Pseudosermyle incongruens (Brunner von Wattenwyl, 1907)
- Pseudosermyle inconspicua (Brunner von Wattenwyl, 1907)
- Pseudosermyle neptuna (Brunner von Wattenwyl, 1907)
- Pseudosermyle olmeca (Saussure, 1870-1872)
- Pseudosermyle parvula (Carl, 1913)
- Pseudosermyle phalangiphora (Rehn, 1907)
- Pseudosermyle physconia (Rehn, 1904)
- Pseudosermyle praetermissa (Brunner von Wattenwyl, 1907)
- Pseudosermyle procera Conle, Hennemann & Fontana, 2007
- Pseudosermyle straminea (Scudder, 1900)
- Pseudosermyle striatus (Burmeister, 1838)
- Pseudosermyle strigata (Scudder, 1900)
- Pseudosermyle strigiceps (Kaup, 1871)
- Pseudosermyle tenuis Rehn & Hebard, 1909
- Pseudosermyle tolteca (Saussure, 1859)
- Pseudosermyle tridens (Burmeister, 1838)
- Pseudosermyle truncata Caudell, 1903